# Amit Ivri
Amit Ivri, née le 2 septembre 1989 à Eilat, est une nageuse israélienne.

## Carrière
Elle remporte la médaille de bronze sur les 100 m papillon aux Championnats d'Europe 2012 à Debrecen. Elle représente ensuite son pays aux Jeux olympiques de Londres 2012, lors desquels elle se classe treizième du 200 mètres quatre nages et dix-huitième du 100 mètres papillon.
En octobre 2013, elle remporte  une médaille d'argent du 100m quatre nages individuel au championnat du monde à Doha au Qatar. Lors de la diffusion, les organisateurs qatariens ont refusé de diffuser le drapeau israélien en utilisant un graphisme représentant un rectangle blanc  pendant les courses,. Par la suite, les organisateurs des événements de Doha se sont excusés  tandis que la FINA s'engage que de telles transgressions ne seraient pas tolérées lors d'événements futurs. 

## Palmarès

### Championnats d'Europe
- Championnats d'Europe de 2012 à Debrecen (Hongrie) :
  -  Médaille de bronze du 100 mètres papillon

### Championnat du Monde
- FINA Swimming World Cup de 2013 à Doha (Qatar) : 
  -  Médaille d'argent du 100m quatre nages